# Japan Post Service
Japan Post Service Co., Ltd. (яп. 郵便事業株式会社 Ю:бин дзигё: кабусики-гайся, «Японская почтовая служба») — японская компания, оказывающая почтовые, курьерские и другие услуги логистики, со штаб-квартирой в районе Тиёда, Токио.
Общепринятые сокращённые названия, применяемые в логотипе компании, — англ. JP POST и яп. 日本郵便. Корпоративный цвет — красный.
1 октября 2012 года Japan Post Service была объединена с Japan Post Network в Japan Post Co.

## История
Существовавшая ранее компания Japan Post являлась государственной и обладала монополией в области почтовой связи. Процесс раздела и приватизации компании начался 1 октября 2007 года. Эта дата считается датой основания Japan Post Service.
В результате землетрясения в Японии в марте 2011 года нормальная доставка почтовой корреспонденции и посылок была прекращена.

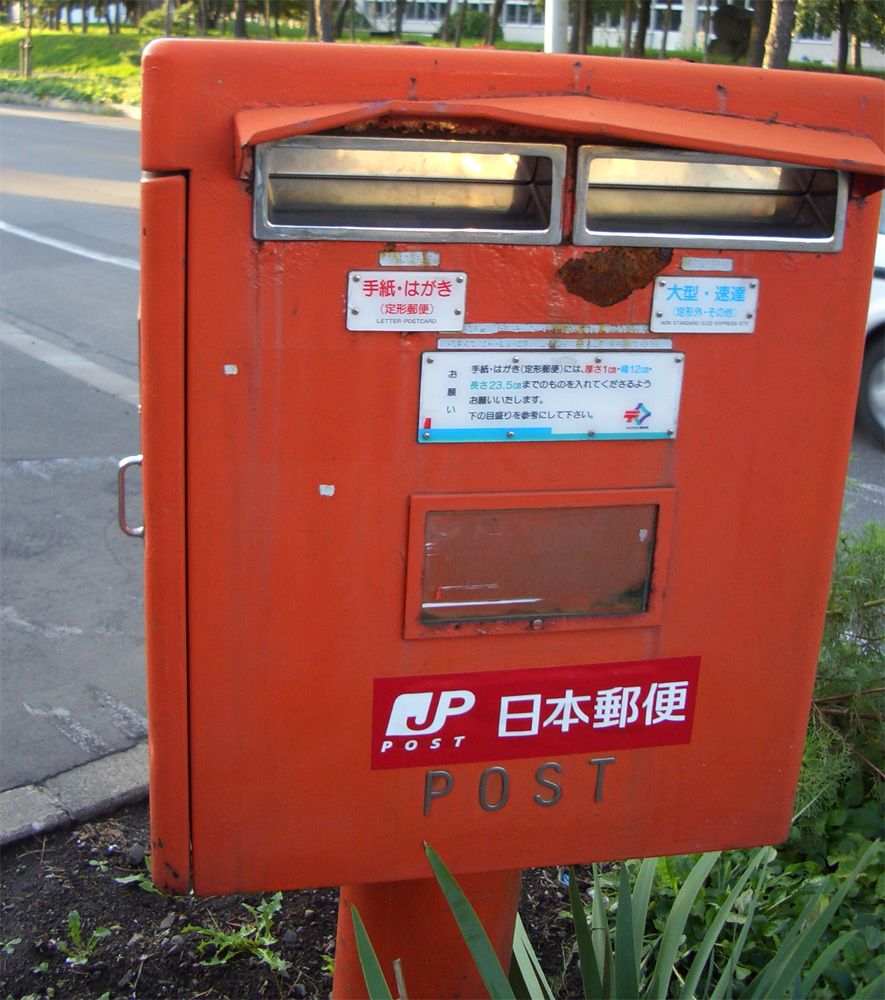
Японский почтовый ящик
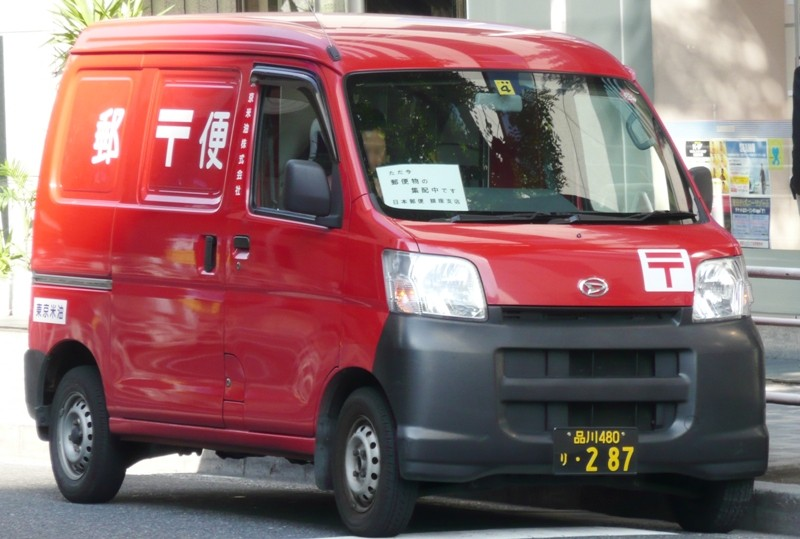
Daihatsu Hijet — автомобиль компании Japan Post